# Bartjan Pennink
Barteld Jan Willem (Bartjan) Pennink (Schoonebeek, 2 april 1958) is een Nederlands socioloog en bedrijfskundige, gespecialiseerd in de methodologie van bedrijfskundig onderzoek, kwalitatief onderzoek en onderzoeksmethodologie.

## Biografie
Bartjan Pennink studeerde van 1977 tot 1984 sociologie aan de Rijksuniversiteit Groningen. In 2004 promoveerde hij aan dezelfde universiteit bij Jo van Engelen en Ton de Leeuw op het proefschrift "Samen managen met beelden: het ontwikkelen van een model". Tijdens zijn promotieonderzoek deed hij onderzoek en gaf hij onderwijs in Burkina Faso samen met Luchien Karsten.
Sinds 1984 is Pennink wetenschappelijk medewerker aan de Universiteit van Groningen, de eerste vier jaar als onderzoeker bij de faculteit voor sociale wetenschap, dan vanaf 1988 bij de Faculteit Economie en Bedrijfskunde als universitair docent bij de vakgroep systeemleer, en sinds 2008 bij de vakgroep International Business and Management. In deze functies heeft hij contractonderzoek begeleid in China in 1994, Vietnam in 2002, Mexico in 2004, en Brazilië in 2007. Verder is hij betrokken bij het onderwijs in de kwalitatieve methodologie voor de Netherlands Organisation for Research in Business Economics & Management (NOBEM).

## Publicaties
Pennink heeft diverse boeken en artikelen gepubliceerd. Een selectie:
- Bartjan Pennink. Verschillen in beelden: een multi-method benadering. Ism. P. Terlouw. NOBO Papers. Rotterdam, 1993.
- Bartjan Pennink. Le debut de la recherche. Cooperation U.O Faseg. Burkina Faso/Faculteit Bedrijfskunde Rijksuniversiteit Groningen, 1995.
- Bartjan Pennink . De kracht van het verbeelden oftewel hoe kunnen managers door het gebruik van beelden in teams beter samen werken, 1997. Uitgegeven ter gelegenheid van het 30-jarig bestaan van de Vereniging van Hoofden Personeelszaken in de Gezondheidszorg.
- Bartjan Pennink. "Dealing with different viewpoints in product development". In: W.G. Biermans, Proceedings of the 4th international workshop ‘‘Meeting the challenges of product developments‘‘, pp. 262–271, 16-18 april 1998, Groningen, 1998.
- Bartjan Pennink. Samenwerken in managementteams; het creëren van gemeenschappelijke beelden. april 2003. Faculteit Bedrijfskunde Rijksuniversiteit Groningen, Alumnivereniging BRUG (interne uitgave), 2003.
- Bartjan Pennink en Jan Jonker, De kern van methodologie: een inleiding. Ism.. Assen: Van Gorcum, 2000.
- Bartjan Pennink. Samen managen met beelden: het ontwikkelen van een model. Proefschrift Rijksuniversiteit Groningen, 2004.
- Jan Jonker en Bartjan Pennink. The essence of research methodology: A concise guide for master and PhD students in management science. Springer Science & Business Media, 2010.
- Pennink, B.J.W. (2014) Dimensions of Local Economic Development: Towards a Multi-level, Multi Actor model  Journal of Business and Economics.  Issn 2155-7950 January 2014 volume 5, no 1, pp 42–48
- J.E. Fokkema, B.J.W. Pennink, T.M. Simatupang, 2017,  Coordinating technology introduction and entrepreneurship in rural areas. International Journal of Entrepreneurship and Small Business DOI Vol. 31. Issue 3, 2017